# Bosnisch-herzegowinische Eishockeyliga 2002/03
Die Saison 2002/03 war die erste Spielzeit der bosnisch-herzegowinischen Eishockeyliga, der höchsten bosnisch-herzegowinischen Eishockeyspielklasse. Meister wurde zum ersten Mal in der Vereinsgeschichte überhaupt der HK Bosna aus Sarajevo.

## Modus
In der Hauptrunde absolvierte jede der vier Mannschaften insgesamt 16 Spiele. Die beiden Erstplatzierten der Hauptrunde qualifizierten sich für das Meisterschaftsfinale. Für einen Sieg erhielt jede Mannschaft zwei Punkte, bei einem Unentschieden gab es einen Punkt und bei einer Niederlage null Punkte.

## Hauptrunde
|    | Klub           | Sp | Tore   | Punkte |
| -- | -------------- | -- | ------ | ------ |
| 1. | HK Bosna       | 16 | 232:8  | 32     |
| 2. | HK Ilidža 2010 | 16 | 102:63 | 24     |
| 3. | HK Jahorina    | 16 | 62:117 | 12     |
| 4. | HK Champion    | 16 | 49:150 | 8      |

Sp = Spiele, S = Siege, U = Unentschieden, N = Niederlagen

## Finale
- HK Ilidža 2010 – HK Bosna 2:7/3:11